# 西蒙娜·盖尔曼
西蒙娜·盖尔曼（羅馬尼亞語：Simona Gherman，1985年4月12日—），罗马尼亚女子击剑运动员。她曾代表罗马尼亚参加2012年和2016年夏季奥林匹克运动会击剑比赛，其中2016年奥运会获得一枚金牌。